# Isla Grassy

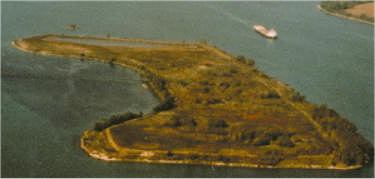
Vista aérea de la Isla Grassy mirando hacia el norte

Grassy Island es una isla pequeña y deshabitada 72 acres (29,1 ha) Isla estadounidense ubicado en el río Detroit .  Se encuentra justo al norte de Grosse Ile y al oeste de Fighting Island, a unos 600 pies (182,9 m) al oeste de la frontera entre Canadá y Estados Unidos .  La isla forma parte de la ciudad de Wyandotte, ubicado en el condado de Wayne .  La isla forma parte del Refugio Internacional de Vida Silvestre del Río Detroit .  La isla Grassy no debe confundirse con la isla Grass, que es una isla de Ontario en el lado opuesto del río Detroit. 
La isla Grassy fue cartografiada por primera vez por exploradores franceses en 1796 como Ile Marecageuse (Isla Marisma). En aquel entonces, la isla tenía tan solo seis acres (2,4 ha), y toda la extensión del río Detroit era una importante marisma costera .  Durante el siglo XIX, la isla se utilizó principalmente para la pesca y posteriormente albergó el faro de Grassy Island .  Entre 1960 y 1982, aproximadamente, la isla sirvió como vertedero de millones de metros cúbicos de tierra tóxica dragada del cercano río Rouge, lo que aumentó drásticamente su tamaño. Debido a ello, la isla sigue estando muy contaminada en la actualidad.

## Expansión
Cuando Detroit experimentó una rápida industrialización a principios del siglo XX, muchos de los contaminantes de las industrias en crecimiento se filtraron al río Detroit y tuvieron consecuencias devastadoras para el ecosistema. Cuando el río Detroit se contaminó tanto que justificó la intervención federal, el Congreso declaró Grassy Island y sus alrededores como parte del Refugio Nacional de Vida Silvestre Wyandotte en 1961. Sin embargo, se necesitaban rutas de navegación más amplias en el río Detroit y su principal afluente, el río Rouge, con el aumento del transporte marítimo comercial y los cargueros más grandes durante esta época. El Cuerpo de Ingenieros del Ejército de los EE. UU. tomó el control de Grassy Island entre 1960 y 1982 y la utilizó como una instalación de eliminación de millones de metros cúbicos de sedimentos dragados del cercano río Rouge para una mejor navegación de ese río. Se construyeron diques alrededor de Grassy Island para contener los sedimentos, muchos de los cuales estaban altamente contaminados por las industrias cercanas. 
Cuando se completó el proyecto de dragado, la isla Grassy aumentó de sus 6 acres (2,4 ha) a 72 acres (29,1 ha) . Debido a la enorme expansión de la isla, puede considerarse artificial, ya que no se observan restos reales de la isla original en la actualidad.  La desembocadura del río Rouge se desvió hacia una ruta más fácil (creando así la isla artificial Zug ), y todos los sedimentos de esta nueva ruta se vertieron en la isla Grassy, sin importar la cantidad de contaminantes en el suelo. La isla ahora tiene una apariencia y composición antinaturales. Sus laderas son diques de tierra empinados que se utilizan para sostener la isla, lo que puede representar diversos peligros para quienes intentan atracar embarcaciones en la orilla o caminar por la isla.

## Contaminación

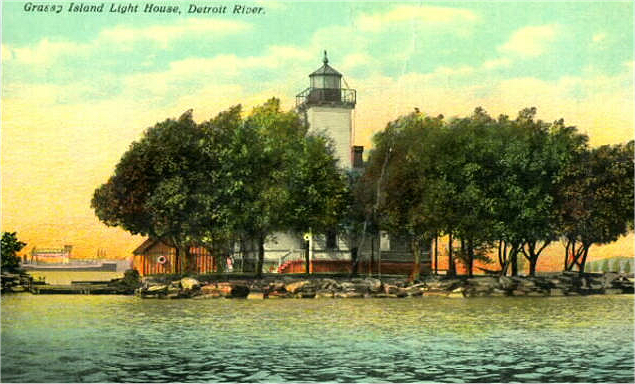
Una postal de alrededor de 1915 que muestra el faro que una vez estuvo en Grassy Island.

En la época en que Grassy Island se convirtió en un vertedero para el dragado del cercano río Rouge en 1960, al menos nueve industrias importantes (incluido el Complejo Ford River Rouge ) vertían libremente sus desechos en dicho río. Esto provocó una enorme acumulación de residuos tóxicos alrededor de la desembocadura del río, el lugar exacto de donde provenían los sedimentos que se depositaron en Grassy Island. El suelo depositado en Grassy Island estaba altamente contaminado por la industrialización descontrolada de Detroit durante muchas décadas. Grassy Island está ahora contaminada con bifenilo policlorado, un hidrocarburo aromático policíclico, y cantidades letales de metales pesados nocivos, como mercurio y plomo.
Si bien no existe un peligro inminente para los intrusos humanos debido a una fina capa de tierra vegetal protectora en Grassy Island, el acceso público está prohibido, pero no se aplica con frecuencia. La isla se ha vuelto prácticamente desprovista de vida silvestre y vegetación, ya que el 97% de los humedales originales alrededor del río Detroit se agotaron para 1982. El suelo contiene 28 contaminantes diferentes que exceden los límites estatales y federales. Si bien el sitio no ha sido declarado sitio Superfund, la Agencia de Protección Ambiental y otras organizaciones están utilizando procedimientos similares para limpiar Grassy Island. En 1994, el Departamento del Interior comenzó a trabajar en Grassy Island para encontrar remedios para estos sitios peligrosos. Actualmente, la isla aún se está evaluando para ver si los muchos contaminantes dentro del suelo se están filtrando al río Detroit circundante.
En 2001, el Refugio Nacional de Vida Silvestre Wyandotte, incluyendo Grassy Island, fue absorbido por el recién creado Refugio Internacional de Vida Silvestre del Río Detroit, lo que permitió obtener más fondos federales necesarios para la limpieza del río. Se han reservado grandes extensiones de terreno para la restauración ecológica . Gracias a esto, se ha limpiado gran parte del río Detroit y han regresado varias especies animales y vegetales nativas.